# Brevet de technicien supérieur - Électrotechnique
Le BTS électrotechnique forme des spécialistes de l'étude, de la mise en œuvre, de l'utilisation et de la maintenance des équipements électriques. Ces équipements, de plus en plus sophistiqués en raison de l'évolution des technologies de l'informatique et de l'électronique, peuvent faire intervenir des procédés d'hydraulique, de pneumatique, d'optique…
Le technicien supérieur peut exercer son activité dans différents secteurs tels que les équipements et le contrôle industriels, la production et la transformation de l'énergie, les automatismes et la gestion technique du bâtiment… C'est en maintenance et en conseil technique que les emplois se développent le plus rapidement.

## Brevet de technicien supérieur-Électrotechnique
Il possède des compétences techniques dans des domaines tels que :
- Mécanique (il est l’un des métiers les plus instruits en étude des constructions mécaniques) ;
- Pneumatique ;
- Hydraulique ;
- Électronique de puissance ;
- Automatisme (organe) ;
- Automatique ;
- Réseaux informatiques ;
- Informatique Industrielle (programmation) ;
- Régulation ;
- Physique appliquée à l’électricité

## Secteurs d'activités
- Les équipements et le contrôle industriel
- La production et la transformation de l'énergie
- les automatismes et la gestion technique du bâtiment
- Les automatismes de production industrielle
- La distribution de l’énergie électrique
- Les installations électriques des secteurs tertiaires
- Les équipements publics
- Le froid industriel, l’agroalimentaire et la grande distribution
- Les services techniques
- Les transports (véhicules et infrastructures)

## Accessibilité
Cette formation est généralement accessible après un :
- Bac STI2D[4]
- Bac pro ELEEC ou MELEC (avec un bon dossier ou automatiquement avec une mention Bien ou Très Bien)[4]
- Éventuellement Bac S[4]

## Examen

### Notation
Pour obtenir le brevet de technicien supérieur, il faut atteindre une note de 10/20 minimum à l'examen. Il peut également être obtenu grâce à la Valorisation des acquis de l'expérience.

### Déroulement
Descriptif des épreuves :
| Discipline                           | Coefficient | Épreuve | Durée        |
| Culture générale et expression       | 2           | CCF     | 3 situations |
| Anglais technique                    | 2           | CCF     | 2 situations |
| Mathématiques                        | 2           | Écrite  | 3 h          |
| Pré-étude et modélisation            | 3           | Écrite  | 4 h          |
| Conception et industrialisation      | 3           | Écrite  | 4 h          |
| Projet technique industriel          | 6           | Orale   | 40 min       |
| Organisation de chantier             | 3           | CCF     | 1 situation  |
| Rapport de stage de technicien       | 1           | CCF     | 1 situation  |
| Langue vivante étrangère facultative | Points >10  | Orale   | 20 min       |

Note :
- CCF : Contrôle en cours de formation.

## Après le BTS
Tout comme le DUT, cette formation peut être complétée par une licence professionnelle et une poursuite en école d'ingénieur est possible.
La prépa ATS reste néanmoins très conseillée aux titulaires d'un BTS qui veulent poursuivre leur cursus en école d'ingénieurs.